# Emplumar

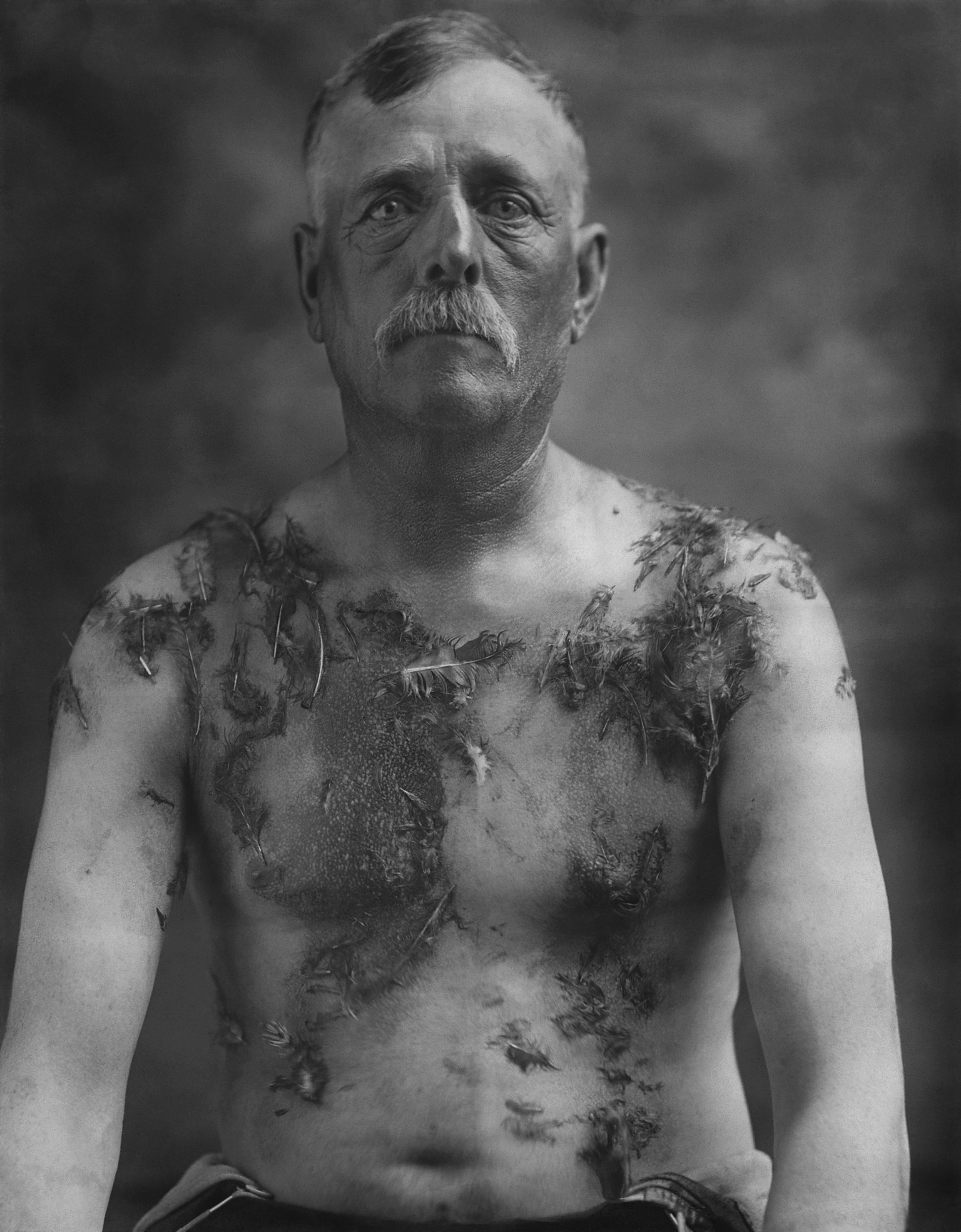
Persona emplumada.

Emplumar es un castigo físico aplicado a las personas para denigrarla públicamente.
Siempre consiste en cortarle el pelo y exponerla a continuación a la vista del público, prohibiéndole cubrirse la cabeza.
Puede ir más lejos: pasearla semidesnuda con el pelo cortado y someterla a la burla de la gente.
En España [cita requerida] el castigo máximo consistía en cortar el pelo a la mujer, obligarla a beber aceite de ricino, desnudarla hasta la cintura, untar lo desnudo con pez o con miel y cubrir con plumas su piel, montarla en un burro y pasearla por la ciudad hasta el campo, siendo golpeada por la gente que le echaba porquería. Una vez en el campo, tenía prohibida la vuelta a su casa, quedando expulsada de la localidad.